# Осипенко Олександр Степанович
Олександр Степанович Осипенко (1 червня 1910, містечко Турсєво-Кула Великого князівства Фінляндського, тепер Фінляндія — 22 липня 1991, місто Москва, Російська Федерація) — радянський військовий діяч, льотчик, генерал-лейтенант авіації (14.02.1943). Герой Радянського Союзу (22.02.1939). Депутат Верховної Ради СРСР 1—2-го скликань (в 1941—1950 роках). Чоловік Героя Радянського Союзу Поліни Денисівни Осипенко.

## Життєпис
Народився 19 травня (1 червня) 1912 року (за документами — 1 червня 1910 року) в родині селянина. У 1918—1923 роках жив у місті Смоленську, з 1923 року — в селі Муригіне Починковського район на Смоленщині. У 1923—1927 роках наймитував у заможних селян. У 1929 році закінчив сім класів школи в Смоленську.
У Червоній армії з червня 1929 (тоді ж приписав собі 2 роки в метриці). У 1930 році закінчив Ленінградську військово-теоретичну школу ВПС, у 1932 році — 2-у Борисоглібську військову авіаційну школу льотчиків. З березня 1932 року служив у 95-й винищувальній авіаційній ескадрильї Білоруського військового округу: молодший льотчик, старший льотчик, командир ланки, командир авіазагону. З червня 1936 року — командир 19-ї авіаескадрильї Білоруського військового округу, з вересня 1937 року — командир 65-ї авіаескадрильї Київського військового округу. У 1937 році Олександр Степанович Осипенко одружився зі своєю колегою-льотчицею Поліною Денисівною Говяз, яка взяла його прізвище.
З січня по червень 1938 року брав участь у боях громадянської війни в Іспанії як командир винищувальної авіагрупи у складі 1-ї винищувальної ескадрильї та командир ескадрильї на біплані І-15. Провів 30 повітряних боїв, у яких збив кілька літаків супротивника. «За зразкове виконання спеціальних завдань Уряду із зміцнення оборонної могутності Радянського Союзу та за виявлене геройство» Указом Президії Верховної Ради СРСР від 22 лютого 1939 року полковнику Осипенку Олександру Степановичу присвоєно звання Героя Радянського Союзу із врученням ордена Леніна.
У вересні — листопаді 1938 року — помічник командира винищувальної авіабригади Московського військового округу. З листопада 1938 року — заступника командувача ВПС Московського військового округу. У 1939 році закінчив курси удосконалення командного складу при Військовій академії Генерального штабу.
Учасник окупації Західної Білорусі у вересні 1939 року на посаді командувача ВПС 10-ї армії. У квітні — серпні 1940 року — командувач ВПС 14-ї армії в Карело-Фінській РСР. Член ВКП(б) з 1940 року.
З серпня 1940 до червня 1941 року — командир 20-ї змішаної авіаційної дивізії Одеського військового округу. У червні 1941 — березні 1942 року — командир 20-ї змішаної авіаційної дивізії Південного фронту.
У квітні — травні 1942 року — заступник командувача військ ППО з винищувальної авіації. З травня 1942 до вересня 1943 року — командувач винищувальної авіації ППО території країни — заступник командувача військ ППО території країни з винищувальної авіації.
У вересні 1943 — вересні 1945 року — командир 8-го винищувального авіаційного корпусу 16-ї (4-ї) повітряної армії.
У вересні 1945 — серпні 1946 року — командувач 7-ї повітряної армії Бакинського військового округу.
У серпні 1946 — березні 1947 року — командувач 11-ї повітряної армії Закавказького військового округу.
У березні 1947 — січні 1949 року — слухач авіаційного факультету Вищої військової академії імені Ворошилова.
У січні — червні 1949 року — помічник командувача із стройової частини 17-ї повітряної армії Київського військового округу.
У червні 1949 — липні 1953 року — командувач Військово-повітряних сил (ВПС) Горьковського військового округу.
У липні 1953 — травні 1954 року — заступник командувача 22-ї повітряної армії з ППО Північного військового округу.
У травні 1954 року звільнений в запас.
У 1962—1965 роках — проректор Московського авіаційного інституту. У 1969—1972 роках — начальник Головного управління постачання Міністерства вищої та середньої освіти РРФСР.
У 1972—1983 роках — заступник президента Академії педагогічних наук СРСР.
Помер 22 липня 1991 року. Похований на Новодівочому цвинтарі в Москві.

## Військові звання
- Старший лейтенант (1936)
- Полковник (20.07.1938)
- Генерал-майор авіації (4.06.1940)
- Генерал-лейтенант авіації (14.02.1943)

## Нагороди
- Герой Радянського Союзу (22.02.1939)
- орден Леніна (22.02.1939)
- три ордени Червоного Прапора (14.11.1938; 14.02.1943; 15.11.1950)
- орден Суворова II ступеня (23.07.1944)
- орден Кутузова І ступеня (29.05.1945)
- орден Кутузова II ступеня (10.04.1945)
- орден Вітчизняної війни І ступеня (11.03.1985)
- орден Трудового Червоного Прапора (9.09.1971)
- орден Червоної Зірки (3.11.1944)
- орден «Знак Пошани» (25.05.1936)
- хрест Грюнвальда III ступеня (ПНР)
- медаль «За Одру, Нісу та Балтику» (ПНР)
- медаль «За оборону Ленінграда»
- медаль «За оборону Москви»
- медаль «За оборону Одеси»
- медаль «За оборону Кавказу»
- медаль «За перемогу над Німеччиною у Великій Вітчизняній війні 1941—1945 рр.»
- медалі
- Почесний громадянин міста Бобруйська (Білорусь)